# Borsa Merci (Firenze)
L'ex-Borsa Merci è un edificio civile del centro storico di Firenze, situato tra via Por Santa Maria 57r, piazza del Mercato Nuovo, via di Capaccio e la volta dei Mercanti.

## Storia e descrizione

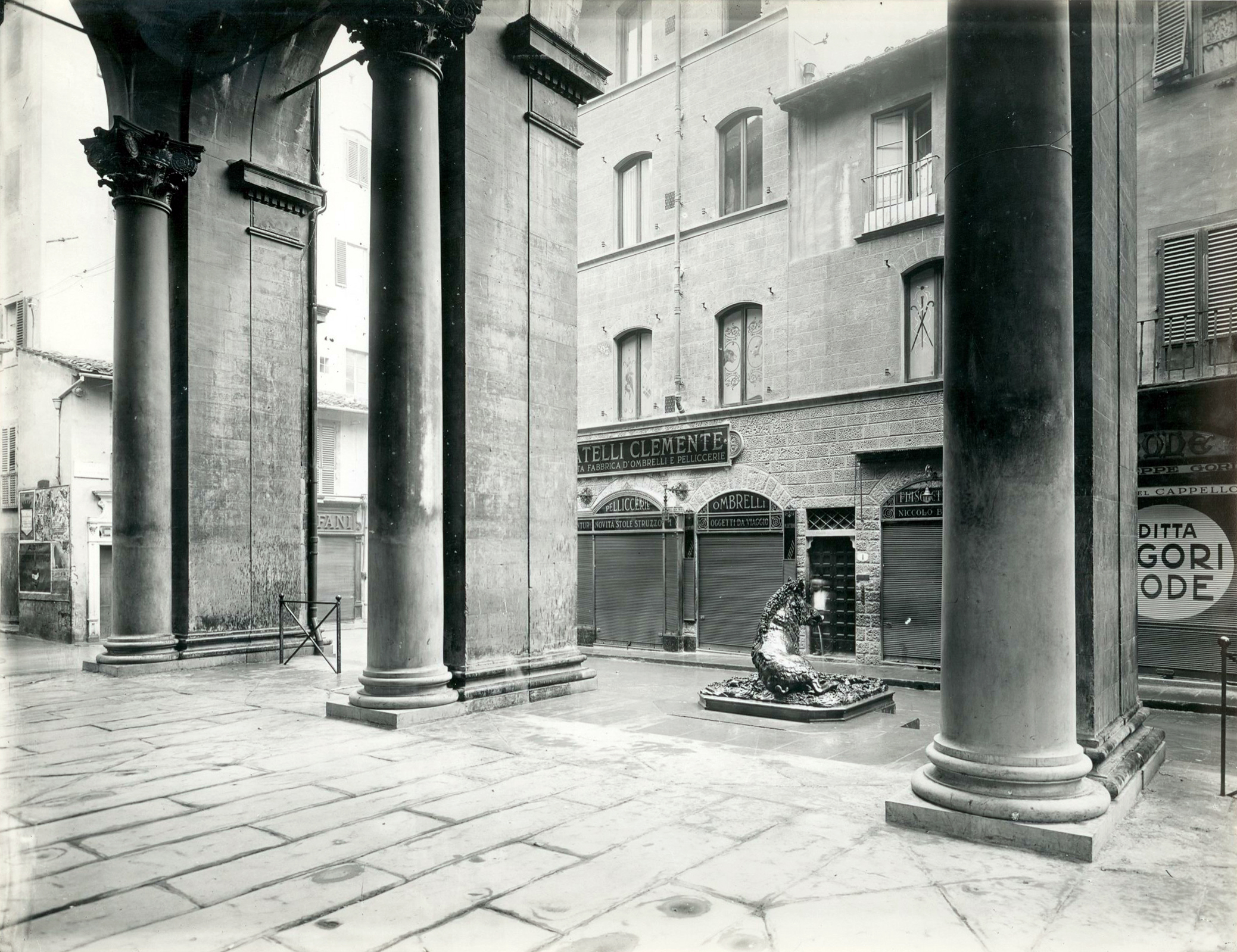
Il Porcellino ricollocato davanti all'edificio che sorgeva prima della Borsa Merci, in una foto del 1928 circa

L'edificio sorge su un'area segnata dalle vestigia delle Terme romane, dai resti della Porta di Santa Maria e da alcune case di fondazione medievale, tutte rase al suolo a seguito delle distruzioni operate dall'esercito tedesco in ritirata la notte tra il 3 e il 4 agosto 1944. Nella lunga e dibattuta fase di ricostruzione della zona questa porzione venne destinata all'edificio della Borsa Merci, progettato da Eugenio Rossi e Alberto Tonelli con fronti in pietra a filaretto ed eretto tra il 1949 e il 1953 tra accese polemiche, ancora ben presenti nelle annotazioni dello stradario di Bargellini e Guarnieri: "Le mine dirompenti avevano fatto cadere la cortina di edifici, fra Por Santa Maria e l'attuale via del Capaccio, scoprendo la brunelleschiana facciata posteriore del palagio di Parte Guelfa. Si pensò allora di non ricostruire su quella zona, che sarebbe potuta diventare archeologica, per la presenza di ruderi romani, e di lasciare che il Brunelleschi del Palagio di Parte Guelfa guardasse Arnolfo del Palazzo Vecchio. Illusione! La Camera di Commercio riuscì ad ottenere tutti i permessi dal Comune, dalla Soprintendenza ai Monumenti e persino dal Consiglio superiore delle Belle Arti, per la costruzione su quel suolo doppiamente sacro per le vestigia romane e per il martirio bellico, del nuovo palazzo della Borsa Merci, il più brutto tra tutti gli edifici fiorentini, voluto da non fiorentini, con l'autorizzazione di non fiorentini". 
Forse per attutire queste polemiche nel progetto del palazzo, che appare come un solido cubo all'esterno, vennero aggiunte alcune pregevoli decorazioni pittoriche e scultoree, che ne fanno sicuramente l'edificio più significativo della ricostruzione post-bellica a Firenze. Inoltre venne lasciata un'apertura, la "volta dei Mercanti", affinché restasse quell'affaccio auspicato "tra Brunelleschi e Arnolfo", cioè tra il palagio di Parte Guelfa (sebbene si tratti qui del lato vasariano) e la torre di palazzo Vecchio attraverso via Vacchereccia, affaccio in realtà assai misero e poco visibile, che rappresentò una sorta di contentino nato per placare quelle polemiche. 

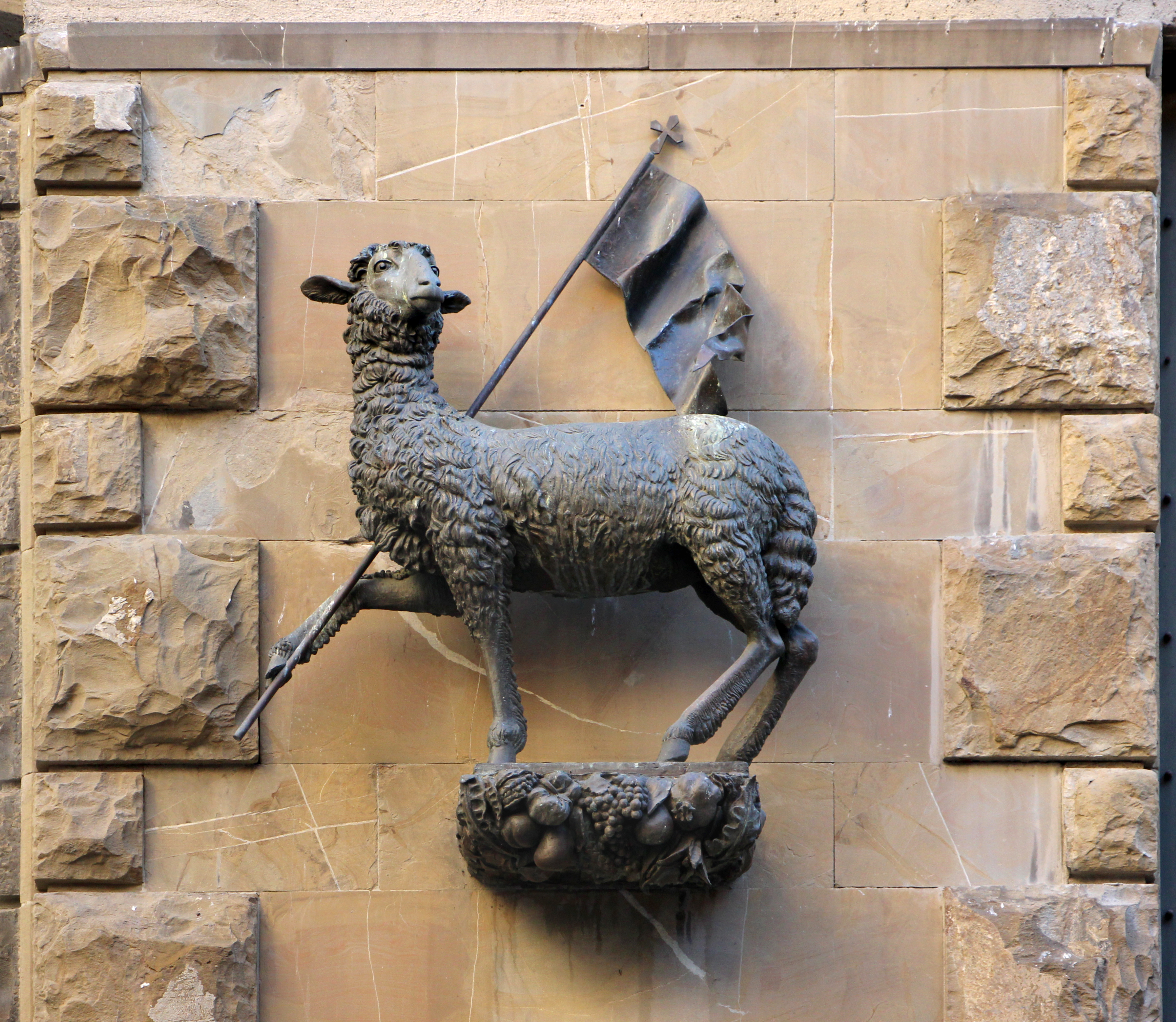
L'Agnus Dei

D'altra parte "se dal punto urbanistico si può, col senno di poi, giudicare discutibile la localizzazione in quel punto di un ulteriore attrattore di traffico, non si può tuttavia negare che la presenza della Borsa Merci e degli altri uffici camerali aveva comunque sottratto quell'area alla speculazione privata e l'aveva in ogni caso guadagnata ad un uso pubblico. Un uso peraltro che, riguardando l'economia da vicino, e in forma 'alta' (non la semplice bottega, quindi, ma un luogo di incontro, di conoscenze, di attività direzionali), interpretava forse nel modo più vivo la grande tradizione storica del luogo". Riflessioni queste ultime che, per quanto in astratto condivisibili, assumono un diverso significato dal momento in cui l'edificio è stato assegnato in locazione alla società danese di abbigliamento H&M Hennes & Mauritz, che qui nel novembre del 2008 ha aperto un megastore. 
Gli interni, di un certo interesse per i due grandi saloni al piano terra e al piano interrato, con doppi volumi a sbalzo e affacci interni, sono stati interessati da un intervento di ristrutturazione nel 1999, legato alla spostamento in questa sede dell'Azienda Speciale Promofirenze, già in via Orcagna; in occasione degli ulteriori lavori promossi dalla H&M sono stati prima occultati alla vista, ma poi restaurati e riscoperti, i pannelli pittorici che li decoravano, completati alla fine del 1953 da Sineo Gemignani, Ferdinando Ghelli, Renzo Grazzini e Corrado Lensi, destinati a evocare, attraverso l'esaltazione del lavoro e dei commerci, la ripresa della vita sociale ed economica dopo la fine della guerra. 
Sul lato di via di Capaccio, sotto il portico, è un rilievo monumentale scolpito direttamente sul paramento in pietra raffigurante una Filatrice dello scultore Quinto Martini. Sul lato della piazza del Mercato Nuovo, sulle bozze di pietra in prossimità del cantone con via Por Santa Maria, è incisa una lunga iscrizione che ricorda le antiche vestigia del luogo, le distruzioni operate dalla guerra, la nuova costruzione voluta dalla Camera di Commercio e la sua apertura nel 1953, il tutto sormontato da un bronzo con l'agnello recante tra le zampe il vessillo crociato, emblema dell'Arte della Lana. Da lo stesso lato, verso via del Capaccio, è una bella Madonna col Bambino del pittore Giovanni Colacicchi, detta Madonna di Porta e commissionata all'artista nel 1953. Vicino a questa è una piccola targa posta nel 2005 in memoria del venditore ambulante Giuseppe Lacheri (1811-1864), detto Il Lachera.

### Iscrizioni e lapidi
Presso la cantonata con via Por Santa Maria, si trova una lunga iscrizione che ricorda la nascita dell'edificio, collocata sotto la statua bronzea dell'Agnus Dei:
| QVI DOVE FIRENZE EBBE LE SVE MVRA MERIDIONALI NELL'ETÀ REPVBBLICANA-LE TERME NELL'ETÀ IMPERIALE-LE TORRI NELL'ETÀ BIZANTINA-LA CHIESA DI S. MARIA SOPRA PORTA AL TEMPO DEL LIBERO COMVNE-IL CENTRO DEI SVOI TRAFFICI NELL'ETÀ MODERNA-QVI GIVNSE DISTRVTTRICE NEL 1944 LA GVERRA- GLI OPERATORE ECONOMICI DI FIRENZE E PROVINCIA VNITI NEL= LA LORO CAMERA DI COMMERCIO RICOSTRVSSERO CON LE LORO FORZE E NEL 1953 APERSERO QUESTA CASA ALLE OPERE DI PACE- GIACOMO DEVOTO - PRESIDENTE - ARALDO ORLANDI - IGINO CASSI - ERNESTO PAPONI GIVSEPPE LEONI - GVGLIELMO FERRERO - CESARE DAMI -MEMBRI DELLA GIVNTA- TVRIDDV ROMAGNOLI - SEGRETARIO GENERALE - |

La lapide del 2008 dedicata ad Arturo Zardini recita:
| ARTURO ZARDINI (9 NOVEMBRE 1869 - 4 GENNAIO 1923) PROFUGO A FIRENZE DURANTE LA "GRANDE GUERRA" QUI HA COMPOSTO IL NOTO INNO DEI FRIULANI "STELUTIS ALPINIS" PENSANDO AL SUO MARTORIATO FRIULI IN RORSO IL "FOLGOR FURLAN" DI FIRENZE - 27 SETTEMBRE 2008 |

Infine, vicino all'angolo con via di Capaccio, si trova la lapide del 2005 dedicata al venditore ambulante Giuseppe Lacheri:
| IN QUESTA ANTICA PIAZZA DIVENNE POPOLARE GIUSEPPE LACHERI (1811-1864) DETTO IL LACHERA FACETO VENDITORE AMBULANTE NOTO PER IL SUO VERACE BRIO SARCASTICO FIORENTINO RAMMENTATO ANCHE DAL COLLODI A RICORDO "GIULLARI", 28 MAGGIO 2005 |